# Йонас (Нідерланди)
Йонас (нід. Jonas) — селище в нідерландській провінції Гелдерланд на березі Апелдорнського каналу. Територія населеного пункту розділена між муніципалітетами Апелдорн та Епе.
Уперше згадується 1899 року під назвою Де Йонас, що походить від імені власника першого домогосподарства. Між 1899 і 1918 роками у селищі працювала молокопереробна фабрика. Наразі у селищі нараховується близько 20 будинків.